# Cattedrale di Arlesheim
L'ex cattedrale di Arlesheim (in tedesco Arlesheimer Dom) è la chiesa cattolica maggiore di Arlesheim ed è stata cattedrale della diocesi di Basilea dal 1679 al 1792. Al suo interno, in controfacciata, è custodito un pregevole organo Silbermann a tre manuali, del 1761.